# Giro dell'Appennino 1994
Il Giro dell'Appennino 1994, cinquantacinquesima edizione della corsa, si svolse il 25 aprile 1994, su un percorso di 209 km. La vittoria fu appannaggio del russo Evgenij Berzin, che completò il percorso in 5h27'01", precedendo gli italiani Claudio Chiappucci e Stefano Della Santa.
I corridori che partirono da Genova furono 81, mentre coloro che tagliarono il traguardo di Pontedecimo furono 44.

## Ordine d'arrivo (Top 10)
| Pos. | Corridore           | Squadra                | Tempo    |
| ---- | ------------------- | ---------------------- | -------- |
| 1    | Evgenij Berzin      | Gewiss-Ballan          | 5h27'01" |
| 2    | Claudio Chiappucci  | Carrer Jeans-Tassoni   | s.t.     |
| 3    | Stefano Della Santa | Mapei-Clas             | a 9"     |
| 4    | Massimo Ghirotto    | ZG Mobili-Selle Italia | a 1'26"  |
| 5    | Davide Perona       | ZG Mobili-Selle Italia | s.t.     |
| 6    | Gianni Faresin      | Lampre-Panaria         | s.t.     |
| 7    | Vladislav Bobrik    | Gewiss-Ballan          | s.t.     |
| 8    | Franco Vona         | GB-MG Boys Maglificio  | a 4'31"  |
| 9    | Angelo Citracca     | Navigare-Blue Storm    | a 4'33"  |
| 10   | Alberto Elli        | GB-MG Boys Maglificio  | s.t.     |